# Parada Las Malvinas
Las Malvinas es una estación ferroviaria del partido de General Rodríguez, Provincia de Buenos Aires, Argentina.

## Servicios
La estación corresponde a la Línea Sarmiento de la red ferroviaria argentina, en el servicio diésel que conecta las terminales Moreno y Mercedes.